# العلاقات الروسية المالطية
العلاقات الروسية المالطية هي العلاقات الثنائية التي تجمع بين روسيا ومالطا.

## مقارنة بين البلدين
هذه مقارنة عامة ومرجعية للدولتين:
| وجه المقارنة                                              | روسيا                                   | مالطا                                                     |
| --------------------------------------------------------- | --------------------------------------- | --------------------------------------------------------- |
| المساحة (كم2)                                             | 17.08 مليون                             | 316                                                       |
| عدد السكان (نسمة)                                         | 146.80 مليون                            | 465.29 ألف                                                |
| الكثافة السكانية (ن./كم²)                                 | 8.59                                    | 147.24 ألف                                                |
| العاصمة                                                   | موسكو                                   | فاليتا                                                    |
| اللغة الرسمية                                             | اللغة الروسية                           | اللغة المالطية، لغة إنجليزية                              |
| العملة                                                    | روبل روسي                               | يورو، ليرة مالطية                                         |
| الناتج المحلي الإجمالي (بليون دولار)                      | 1.58 تريليون                            | 12.54 مليار                                               |
| الناتج المحلي الإجمالي (تعادل القوة الشرائية) بليون دولار | 3.69 تريليون                            | 14.68 مليار                                               |
| الناتج المحلي الإجمالي الاسمي للفرد دولار أمريكي          | 9.09 ألف                                | 22.60 ألف                                                 |
| الناتج المحلي الإجمالي للفرد دولار أمريكي                 |                                         |                                                           |
| مؤشر التنمية البشرية                                      | 0.798                                   | 0.839                                                     |
| رمز المكالمات الدولي                                      | +7                                      | +356                                                      |
| رمز الإنترنت                                              | .ru، .рф، .рус ‏، .su                    | .mt                                                       |
| المنطقة الزمنية                                           | Magadan Time ‏، ت ع م+02:00، ت ع م+12:00 | توقيت وسط أوروبا، ت ع م+01:00، ت ع م+02:00، أوروبا/مالطا ‏ |

## منظمات دولية مشتركة
يشترك البلدان في عضوية مجموعة من المنظمات الدولية، منها:
| علم المنظمة | اسم المنظمة                        | تاريخ انضمام روسيا | تاريخ انضمام مالطا |
| ----------- | ---------------------------------- | ------------------ | ------------------ |
|             | منظمة الأمن والتعاون في أوروبا     | 1992               | 25 يونيو 1973      |
|             | المنظمة الهيدروغرافية الدولية      | ?                  | ?                  |
|             | مؤسسة التمويل الدولية              | 12 أبريل 1993      | 1 يونيو 2005       |
|             | مجلس أوروبا                        | 28 فبراير 1996     | ?                  |
|             | منظمة حظر الأسلحة الكيميائية       | ?                  | ?                  |
|             | الأمم المتحدة                      | 24 أكتوبر 1945     | 1 ديسمبر 1964      |
|             | يونسكو                             | 21 أبريل 1954      | 10 فبراير 1965     |
|             | الاتحاد الدولي للاتصالات           | 1866               | 1965               |
|             | منظمة الشرطة الجنائية الدولية      | 27 سبتمبر 1990     | ?                  |
|             | البنك الدولي للإنشاء والتعمير      | 16 يونيو 1992      | 26 سبتمبر 1983     |
|             | الاتحاد البريدي العالمي            | ?                  | ?                  |
|             | وكالة ضمان الاستثمار متعدد الأطراف | 29 ديسمبر 1992     | 12 سبتمبر 1990     |
|             | منظمة التجارة العالمية             | 22 أغسطس 2012      | ?                  |
|             | الفريق المعني برصد الأرض           | ?                  | ?                  |
|             | مجموعة الموردين النوويين           | ?                  | ?                  |

## وصلات خارجية
- موقع وزارة الخارجية الروسية
- موقع وزارة الخارجية المالطية